# ГЕС Калдервуд
ГЕС Калдервуд — гідроелектростанція у штаті Теннессі (Сполучені Штати Америки). Знаходячись між ГЕС Cheoah (вище по течії) та ГЕС Chilhowee, входить до складу каскаду на річці Літтл-Теннессі, лівій притоці Теннессі (дренує Велику долину у Південних Аппалачах та впадає ліворуч до Огайо, котра в свою чергу є лівою притокою Міссісіпі).
Будівництво станції почалося ще в 1918 році, проте по завершенні Першої Світової війни через зниження попиту на електроенергію було призупинене та відновилось лише в 1927-му (із введенням в експлуатацію перших двох турбін через три роки). В межах проекту Літтл-Теннессі перекрили бетонною арковою греблею висотою 70 метрів та довжиною 279 метрів, яка утримує витягнуте по долині річки на 13 км водосховище з площею поверхні 2,3 км2. За сотню метрів нижче за течією Літтл-Теннессі перекрили допоміжною греблею заввишки 12 метрів, яка має захищати від розмивання дно річки та основну споруду.
Від греблі ресурс подається до машинного залу через прокладений у правобережному масиві дериваційний тунель довжиною 0,6 км, при цьому відстань по руслу річки між цими пунктами становить 1,8 км. Основне обладнання ГЕС становлять три турбіни типу Френсіс загальною потужністю 140 МВт.